# Ленинский (Омская область)
Ле́нинский — посёлок в Исилькульском районе Омской области России. Входит в состав Боевого сельского поселения.

## География
Посёлок находится в юго-западной части Омской области, в лесостепной зоне, в пределах Ишимской равнины, на расстоянии примерно 7 км (по прямой) к юго-востоку от города Исилькуль, административного центра района. Абсолютная высота — 120 м над уровнем моря.

### Часовой пояс
Посёлок Ленинский, как и вся Омская область, находится в часовой зоне МСК+3. Смещение применяемого времени относительно UTC составляет +6:00.

## История
Посёлок образован в 1946 году как бригада колхоза имени Ворошилова (позже — Ленинское отделение совхоза «Боевой»).

## Население
| 2002 | 2010 |
| ---- | ---- |
| 412  | ↘411 |

Гендерный состав
По данным Всероссийской переписи населения 2010 года, в гендерной структуре населения мужчины составляли 47,2 %, женщины — соответственно 52,8 %.
Национальный состав
Согласно результатам переписи 2002 года, в национальной структуре населения казахи составляли 83 %.

## Инфраструктура
В посёлке функционируют основная общеобразовательная школа, фельдшерско-акушерский пункт (филиал БУЗОО «Исилькульская центральная районная больница»), сельский клуб и отделение Почты России.

## Улицы
- ул. Западная,
- ул. Озёрная,
- ул. Школьная[10].